# Спомен-костурница у Кавадарцима
Спомен костурница у Кавадарцима је монументални споменик у којем се налазе посмртни остаци жртава фашизма и палих бораца НОБ-а кавадарачког краја. Унутар споменика налазе се гранитне плоче на којима су исписана њихова имена. Костурница је изграђена од бетона. Свечано је отворена 7. септембра 1976. године. Аутор костурнице је професор на Архитектонском факултету у Скопљу, Петар Муличковски.

## Опис
Објекат се налази на 305 метара надморске висине, одакле се види панорама Кавадараца и тиквешког краја. Споменик симболизује стилизовану македонску кућу, ограђену са бетонским зидовима, ограђени део представља двориште куће. Унутар споменика налази се двадесетак плоча на којима је исписано више од триста имена. Споменик је висок 12 метара и састоји се од два спрата.